# Liste der höchsten Kühltürme in Deutschland

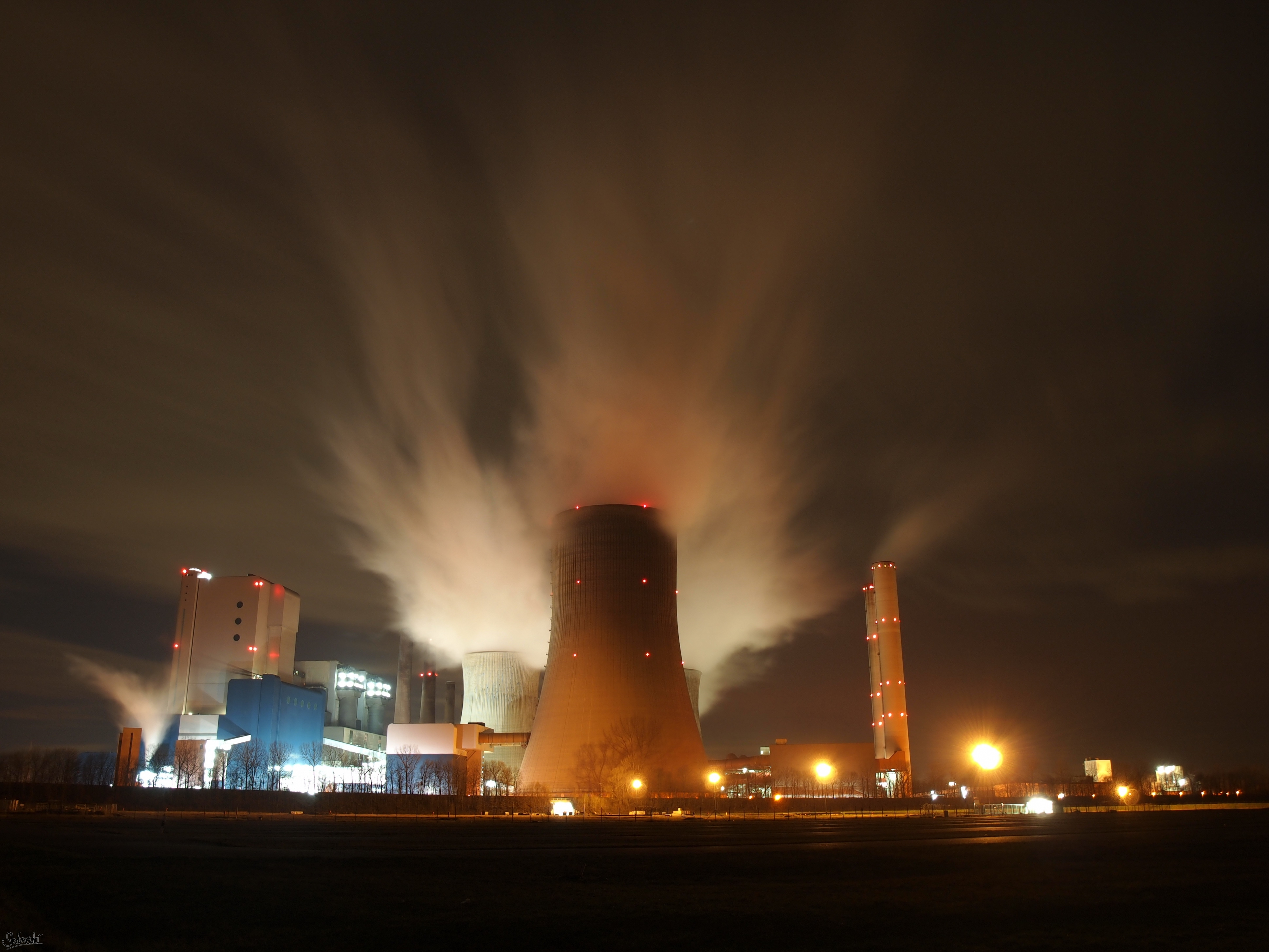
Kraftwerk Niederaußem: mit 200 Metern Höhe der höchste Kühlturm Deutschlands

Dies ist die Liste der höchsten Kühltürme in Deutschland. Sie verzeichnet Kühltürme mit einer Höhe von mindestens 100 Metern. Die Höhenangaben stammen aus den Wikipediaartikeln zu den Kraftwerken oder der Internetseite skyscraperpage.com.
| Name                                 | Ort              | Bundesland             | Baujahr | Höhe    | Koordinaten             | Bemerkung                             |
| ------------------------------------ | ---------------- | ---------------------- | ------- | ------- | ----------------------- | ------------------------------------- |
| Kraftwerk Niederaußem, Block K       | Niederaußem      | Nordrhein-Westfalen    | 2003    | 200 m   | 50.996232 N 6.671308 O  | auch als Kamin genutzt                |
| Kraftwerk Walsum, Block 10           | Duisburg         | Nordrhein-Westfalen    | 2012    | 181 m   | 51.525981 N 6.707625 O  | auch als Kamin genutzt                |
| Kernkraftwerk THTR-300               | Hamm             | Nordrhein-Westfalen    | 1974    | 180 m   | 51.682415 N 7.978274 O  | Seilnetzkonstruktion, 1991 abgerissen |
| Kraftwerk Datteln, Block 4           | Datteln          | Nordrhein-Westfalen    |         | 180 m   | 51.633147 N 7.342448 O  | auch als Kamin genutzt                |
| Kraftwerk Boxberg, Block Q           | Boxberg          | Brandenburg            | 1999    | 176 m   | 51.421858 N 14.575918 O | auch als Kamin genutzt                |
| Kraftwerk Lippendorf, Block R        | Lippendorf       | Sachsen                |         | 174,5 m | 51.184417 N 12.371700 O | auch als Kamin genutzt                |
| Kraftwerk Lippendorf, Block S        | Lippendorf       | Sachsen                |         | 174,5 m | 51.184434 N 12.374205 O | auch als Kamin genutzt                |
| Kraftwerk Neurath, Block F           | Grevenbroich     | Nordrhein-Westfalen    | 2012    | 172 m   | 51.037009 N 6.630228 O  | auch als Kamin genutzt                |
| Kraftwerk Neurath, Block G           | Grevenbroich     | Nordrhein-Westfalen    | 2012    | 172 m   | 51.036982 N 6.635656 O  | auch als Kamin genutzt                |
| Kraftwerk Westfalen, Block D         | Hamm             | Nordrhein-Westfalen    |         | 166,5 m | 51.678204 N 7.974958 O  | auch als Kamin genutzt                |
| Kraftwerk Westfalen, Block E         | Hamm             | Nordrhein-Westfalen    |         | 166,5 m | 51.676820 N 7.976214 O  | auch als Kamin genutzt                |
| Kernkraftwerk Isar                   | Essenbach        | Bayern                 |         | 165 m   | 48.603276 N 12.292564 O |                                       |
| Kraftwerk Voerde                     | Voerde           | Nordrhein-Westfalen    |         | 165 m   | 51.578696 N 6.685138 O  | 2023 abgerissen                       |
| Kernkraftwerk Mülheim-Kärlich        | Mülheim-Kärlich  | Rheinland-Pfalz        |         | 162 m   | 50.408519 N 7.483564 O  | 2019 abgerissen                       |
| Kraftwerk Lünen-Stummhafen           | Lünen            | Nordrhein-Westfalen    |         | 162 m   | 51.614654 N 7.463796 O  |                                       |
| Kernkraftwerk Gundremmingen, Block B | Gundremmingen    | Bayern                 |         | 161 m   | 48.514588 N 10.398570 O |                                       |
| Kernkraftwerk Gundremmingen, Block C | Gundremmingen    | Bayern                 |         | 161 m   | 48.516729 N 10.397809 O |                                       |
| Kraftwerk Boxberg, Block R           | Brandenburg      | Sachsen                | 1999    | 155 m   | 51.422380 N 14.579126 O |                                       |
| Kernkraftwerk Philippsburg, Block 1  | Philippsburg     | Baden-Württemberg      |         | 152 m   | 49.254039 N 8.438809 O  | 2020 abgerissen                       |
| Kernkraftwerk Philippsburg, Block 2  | Philippsburg     | Baden-Württemberg      |         | 152 m   | 49.254886 N 8.436588 O  | 2020 abgerissen                       |
| Kernkraftwerk Emsland                | Lingen           | Niedersachsen          |         | 152 m   | 52.472906 N 7.317106 O  |                                       |
| Kernkraftwerk Stendal                | Arneburg         | Sachsen-Anhalt         |         | 150 m   | 52.730887 N 12.021360 O | nie genutzt, abgerissen               |
| Kernkraftwerk Stendal                | Arneburg         | Sachsen-Anhalt         |         | 150 m   | 52.730763 N 12.018555 O | nie genutzt, abgerissen               |
| Kernkraftwerk Stendal                | Arneburg         | Sachsen-Anhalt         |         | 150 m   | 52.728726 N 12.021747 O | nie genutzt, abgerissen               |
| Kernkraftwerk Grohnde                | Grohnde          | Niedersachsen          |         | 146 m   | 52.036210 N 9.413022 O  |                                       |
| Kernkraftwerk Grohnde                | Grohnde          | Niedersachsen          |         | 146 m   | 52.035126 N 9.414318 O  |                                       |
| Kraftwerk Bexbach                    | Bexbach          | Saarland               |         | 145 m   | 49.361603 N 7.240618 O  |                                       |
| Kernkraftwerk Grafenrheinfeld        | Grafenrheinfeld  | Bayern                 |         | 143 m   | 49.985262 N 10.181885 O | 2024 abgerissen                       |
| Kraftwerk Rostock                    | Rostock          | Mecklenburg-Vorpommern |         | 141,5 m | 54.142922 N 12.132844 O | auch als Kamin genutzt                |
| Kraftwerk Staudinger, Block 5        | Großkrotzenburg  | Hessen                 |         | 141 m   | 50.087196 N 8.949689 O  | auch als Kamin genutzt                |
| Kraftwerk Schwarze Pumpe, Block A    | Spremberg        | Brandenburg            |         | 141 m   | 51.537741 N 14.355032 O | auch als Kamin genutzt                |
| Kraftwerk Schwarze Pumpe, Block B    | Spremberg        | Brandenburg            |         | 141 m   | 51.537727 N 14.352136 O | auch als Kamin genutzt                |
| Kraftwerk Heilbronn, Block 7         | Heilbronn        | Baden-Württemberg      |         | 140 m   | 49.179322 N 9.206157 O  |                                       |
| Kraftwerk Heyden                     | Petershagen      | Nordrhein-Westfalen    |         | 136 m   | 52.481908 N 7.306300 O  |                                       |
| Kraftwerk Weiher                     | Quierschied      | Saarland               |         | 135 m   | 49.334103 N 7.031271 O  |                                       |
| Kraftwerk Meppen-Hüntel              | Meppen           | Niedersachsen          |         | 131 m   | 52.756285 N 7.276071 O  |                                       |
| Kraftwerk Herne                      | Herne            | Nordrhein-Westfalen    | 1984    | 130 m   | 51.552643 N 7.1907236 O |                                       |
| Kraftwerk Mehrum                     | Hohenhameln      | Niedersachsen          |         | 130 m   | 52.316225 N 10.091146 O |                                       |
| Kraftwerk Buschhaus                  | Helmstedt        | Niedersachsen          |         |         | 52.172078 N 10.978974 O |                                       |
| Kraftwerk Niederaußem, Block G       | Niederaußem      | Nordrhein-Westfalen    | 1974    | 128 m   | 50.995131 N 6.668106 O  |                                       |
| Kraftwerk Niederaußem, Block H       | Niederaußem      | Nordrhein-Westfalen    | 1974    | 128 m   | 50.994665 N 6.670434 O  |                                       |
| Kraftwerk Weisweiler, Block G        | Eschweiler       | Nordrhein-Westfalen    | 1974    | 128 m   | 50.839559 N 6.324756 O  |                                       |
| Kraftwerk Weisweiler, Block H        | Eschweiler       | Nordrhein-Westfalen    | 1975    | 128 m   | 50.839579 N 6.327288 O  |                                       |
| Kraftwerk Neurath, Block D           | Grevenbroich     | Nordrhein-Westfalen    | 1975    | 128 m   | 51.039829 N 6.614639 O  |                                       |
| Kraftwerk Neurath, Block E           | Grevenbroich     | Nordrhein-Westfalen    | 1976    | 128 m   | 51.039013 N 6.612976 O  |                                       |
| Kraftwerk Gustav Knepper             | Dortmund         | Nordrhein-Westfalen    | 1969    | 128 m   | 51.569201 N 7.348148 O  | 2019 abgerissen                       |
| Kraftwerk Staudinger, Block 4        | Grosskrotzenburg | Hessen                 |         | 128 m   | 50.089433 N 8.950285 O  |                                       |
| Kraftwerk Bergkamen                  | Bergkamen        | Nordrhein-Westfalen    | 1980    | 128 m   | 51.638514 N 7.617836 O  |                                       |
| Kraftwerk Ibbenbüren                 | Ibbenbüren       | Nordrhein-Westfalen    | 1983    | 126,5 m | 52.287373 N 7.748631 O  |                                       |
| Erdgaskraftwerk Emsland              | Lingen           | Niedersachsen          |         | 123 m   | 52.483241 N 7.305828 O  |                                       |
| Erdgaskraftwerk Emsland              | Lingen           | Niedersachsen          |         | 123 m   | 52.483241 N 7.305828 O  |                                       |
| Gersteinwerk, Block H & I            | Neurath          | Nordrhein-Westfalen    |         | 123 m   | 51.671925 N 7.714140 O  |                                       |
| Gersteinwerk, Block F & G            | Wene             | Nordrhein-Westfalen    |         | 123 m   | 51.672415 N 7.716286 O  |                                       |
| Gersteinwerk, Block K                | Werne            | Nordrhein-Westfalen    |         | 123 m   | 51.672936 N 7.718435 O  |                                       |
| Kraftwerk Westfalen, Block C         | Hamm             | Nordrhein-Westfalen    |         | 122 m   | 51.683998 N 7.976954 O  | 2021 abgerissen                       |
| Kraftwerk Ensdorf                    | Ensdorf          | Saarland               |         | 120 m   | 49.294198 N 6.772385 O  |                                       |
| Kraftwerk Frimmersdorf, Block Q      | Grevenbroich     | Nordrhein-Westfalen    |         | 116 m   | 51.060069 N 6.577747 O  |                                       |
| Kraftwerk Scholven                   | Gelsenkirchen    | Nordrhein-Westfalen    |         | 116 m   | 51.603855 N 7.005249 O  |                                       |
| Kraftwerk Scholven                   | Gelsenkirchen    | Nordrhein-Westfalen    |         | 115 m   | 51.600440 N 7.008408 O  |                                       |
| Kraftwerk Scholven                   | Gelsenkirchen    | Nordrhein-Westfalen    |         | 115 m   | 51.601373 N 7.007523 O  |                                       |
| Kraftwerk Scholven                   | Gelsenkirchen    | Nordrhein-Westfalen    |         | 115 m   | 51.602946 N 7.006086 O  |                                       |
| Kraftwerk Jänschwalde                | Jänschwalde      | Brandenburg            |         | 115 m   | 51.837687 N 14.454585 O |                                       |
| Kraftwerk Jänschwalde                | Jänschwalde      | Brandenburg            |         | 115 m   | 51.836633 N 14.454060 O |                                       |
| Kraftwerk Jänschwalde                | Jänschwalde      | Brandenburg            |         | 115 m   | 51.835625 N 14.453598 O |                                       |
| Kraftwerk Jänschwalde                | Jänschwalde      | Brandenburg            |         | 115 m   | 51.837601 N 14.458802 O |                                       |
| Kraftwerk Jänschwalde                | Jänschwalde      | Brandenburg            |         | 115 m   | 51.836573 N 14.458233 O |                                       |
| Kraftwerk Jänschwalde                | Jänschwalde      | Brandenburg            |         | 115 m   | 51.835539 N 14.457718 O |                                       |
| Kraftwerk Jänschwalde                | Jänschwalde      | Brandenburg            |         | 115 m   | 51.837548 N 14.462975 O |                                       |
| Kraftwerk Jänschwalde                | Jänschwalde      | Brandenburg            |         | 115 m   | 51.836573 N 14.462396 O |                                       |
| Kraftwerk Jänschwalde                | Jänschwalde      | Brandenburg            |         | 115 m   | 51.835559 N 14.461902 O |                                       |
| Kraftwerk Boxberg, Werk 3            | Boxberg          | Brandenburg            |         | 113 m   | 51.421420 N 14.568440 O |                                       |
| Kraftwerk Boxberg, Werk 3            | Boxberg          | Brandenburg            |         | 113 m   | 51.420393 N 14.568826 O |                                       |
| Kraftwerk Boxberg, Werk 3            | Boxberg          | Brandenburg            |         | 113 m   | 51.419302 N 14.569287 O |                                       |
| Kraftwerk Schwandorf                 | Schwandorf       | Bayern                 |         | 110 m   |                         | abgerissen                            |
| Kraftwerk Schkopau                   | Schkopau         | Sachsen-Anhalt         |         | 109 m   | 51.400991 N 11.948901 O |                                       |
| Kraftwerk Schkopau                   | Schkopau         | Sachsen-Anhalt         |         | 109 m   | 51.400407 N 11.947457 O |                                       |
| Kraftwerk Lünen                      | Lünen            | Nordrhein-Westfalen    |         | 107 m   | 51.616461 N 7.480729 O  | 2020 abgerissen                       |
| Kraftwerk Niederaußem, Block D       | Niederaußem      | Nordrhein-Westfalen    | 1968    | 106 m   | 50.993545 N 6.667210 O  |                                       |
| Kraftwerk Niederaußem, Block E       | Niederaußem      | Nordrhein-Westfalen    | 1970    | 106 m   | 50.994541 N 6.666432 O  |                                       |
| Kraftwerk Niederaußem, Block F       | Niederaußem      | Nordrhein-Westfalen    | 1971    | 106 m   | 50.994004 N 6.668766 O  |                                       |
| Kraftwerk Weisweiler, Block F        | Eschweiler       | Nordrhein-Westfalen    | 1971    | 106 m   | 50.839677 N 6.322809 O  |                                       |
| Kraftwerk Neurath, Block A           | Grevenbroich     | Nordrhein-Westfalen    | 1972    | 103 m   | 51.037812 N 6.615733 O  |                                       |
| Kraftwerk Neurath, Block B           | Grevenbroich     | Nordrhein-Westfalen    | 1972    | 103 m   | 51.038776 N 6.615465 O  |                                       |
| Kraftwerk Neurath, Block C           | Grevenbroich     | Nordrhein-Westfalen    | 1973    | 103 m   | 51.038136 N 6.614242 O  |                                       |
| Kraftwerk Reuter                     | Berlin           | Berlin                 |         | 100 m   | 52.534752 N 13.239089 O |                                       |
| Kraftwerk Fenne                      | Völklingen       | Saarland               |         | 100 m   | 49.249744 N 6.878150 O  |                                       |
| Kraftwerk Fenne                      | Völklingen       | Saarland               |         | 100 m   | 49.248279 N 6.878530 O  |                                       |

1. ↑  skyscraperpage.com. Abgerufen am 5. Januar 2025.